# Thomas Martin Lindsay
Thomas Martin Lindsay, född 1843, död den 6 december 1914, var en skotsk kyrkohistoriker. Han var far till Alexander Lindsay, 1:e baron Lindsay av Birker.
Lindsay blev 1902 rektor och professor vid United Free Church College i Glasgow. Han var en av Storbritanniens bästa kännare av den allmänna reformationshistorien (Life of Luther, 1900, A history of the reformation, 2 band, 1906 ff.). Lindsay var även många år chef för skotska frikyrkans hednamission och gjorde som sådan vidsträckta resor.